# Symphurus schultzi
Symphurus schultzi är en fiskart som beskrevs av Chabanaud, 1955. Symphurus schultzi ingår i släktet Symphurus och familjen Cynoglossidae. Inga underarter finns listade i Catalogue of Life.